# Старый город (Краков)
Старый город в Кракове (пол. Stare Miasto w Krakowie) — центральная историческая часть Кракова. Старый Краков был столицей Польского королевства с 1038 по 1596 годы. В 1978 году исторический центр Кракова, включая Старый город, одним из первых был внесён в список объектов Всемирного наследия, а 8 сентября 1994 года в соответствии с Указом президента Леха Валенсы объявлен Памятником истории Польши.

## Границы
Старый город входит в состав территории дзельницы I Старе-Място. В соответствии с указом президента Польши об объявлении исторического центра Кракова памятником истории, в его состав, кроме оседле Старый город, вошли оседле Вавель, Страдом, Подгуже, Казимеж, Новы-Свят и Пясек.

## Памятники архитектуры
Центром Старого города является Главная рыночная площадь Кракова.

### Оборонительные сооружения

План Старого города, красным обведена Главная рыночная площадь.

- Краковский барбакан
- Вавельский замок
- Городские ворота Кракова
- Городские башни Кракова
- Городские стены Кракова

### Костёлы
- Костёл Святого Андрея (кон. XI века)
- Костёл Святой Анны (XIV век)
- Костёл Святой Варвары (XIV век)
- Костёл Святого Франциска Ассизского (XIII век)
- Костёл Святого Эгидия (XI век)
- Костёл Святого Иоанна Крестителя и Святого Иоанна Евангелиста (XII век)
- Костёл Святого Казимира Королевича (XVII век)
- Костёл Богоматери Снежной (XVII век)
- Костёл Святого Мартина (XVII век)
- Мариацкий костёл (XIII век)
- Костёл Святого Марка (XIII век)
- Костёл Святых Петра и Павла (Краков) (нач. XVII века)
- Костёл Преображения Господня (XVIII век)
- Костёл Святого Фомы Апостола (XVII век)
- Базилика Святой Троицы (XIII век)
- Костёл Святого Войцеха (Главная рыночная площадь, кон. XI века)
- Собор Святых Станислава и Вацлава (Вавель, XIV век)